# Gavray-sur-Sienne
Gavray-sur-Sienne és un municipi francès situat al departament de la Manche i a la regió de Normandia. Es crea l'1 de gener de 2019, amb l'estatus de municipi nou, a partir de la fusió de Gavray, Le Mesnil-Amand, Le Mesnil-Rogues i Sourdeval-les-Bois, que esdevenen municipis delegats.